# Helicoon
Helicoon — рід грибів родини Tubeufiaceae. Назва вперше опублікована 1892 року.